# 1602
- Wikisource

| Calendário gregoriano                                                        | 1602 MDCII                          |
| Ab urbe condita                                                              | 2355                                |
| Calendário arménio                                                           | 1051 – 1052                         |
| Calendário bahá'í                                                            | -242 – -241                         |
| Calendário budista                                                           | 2146                                |
| Calendário chinês                                                            | 4298 – 4299 Início a 23 de janeiro  |
| Calendário copta                                                             | 1318 – 1319                         |
| Calendário etíope                                                            | 1594 – 1595                         |
| Calendários hindus - Vikram Samvat - Calendário nacional indiano - Cáli Iuga | 1657 – 1658 1523 – 1524 4702 – 4703 |
| Calendário Holoceno                                                          | 11602                               |
| Calendário islâmico                                                          | 1011 – 1012                         |
| Calendário judaico                                                           | 5362 – 5363                         |
| Calendário persa                                                             | 980 – 981                           |
| Calendário rúnico                                                            | 1852                                |
| Calendário solar tailandês                                                   | 2145                                |

1602 (MDCII, na numeração romana)  foi um ano comum do século XVII do actual Calendário Gregoriano, da Era de Cristo, a sua letra dominical foi F (52 semanas), teve início a uma terça-feira e terminou também a uma terça-feira.
| Ano completo                       |
| ---------------------------------- |
| Ano comum com início à terça-feira |

## Eventos
- 11 de fevereiro - Estando enfermo, de cama, na cidade do México, o navegador Sebastião Rodrigues Soromenho dita o seu testamento antes de falecer.[1]
- A Companhia Holandesa das Índias Orientais instituiu e comercializou as primeiras ações a serem colocadas num estabelecimento financeiro, criando a primeira bolsa de valores, localizada em Amesterdão.
- Kepler publica seu livro, chamado Sobre os fundamentos mais seguros da astrologia.
- L'Escalade, em Genebra, na Suíça.

## Nascimentos
- 1 de maio - William Lilly, astrólogo inglês.
- 14 de julho - Jules Mazarin, cardeal italiano (m. 1661).
- 20 de novembro - Otto von Guericke, físico alemão (m. 1686).
- 22 de novembro - Isabel de Bourbon, esposa de Filipe IV de Espanha (m. 1644).
- Ana Francisca Abarca de Bolea, escritora espanhola (m. 1685).

## Mortes
- fevereiro/março - Sebastião Rodrigues Soromenho, navegador português ao serviço de Filipe II de Espanha / Filipe I de Portugal.[2]
- 22 de março - Agostino Carracci, pintor e gravador italiano (n. 1557).
- 28 de agosto - Lucas Trelcatius, O Velho, teólogo e pregador holandês (n. 1542).
- 13 de outubro - Franciscus Junius, O Velho, tradutor, filólogo, hebraísta e teólogo holandês. (n. 1545).
- 30 de outubro - Jean-Jacques Boissard, Filólogo, antiquariano, poeta e latinista francês (n. 1528).

## Epacta e idade da Lua
| Epacta gregoriana | 7       |
| Idade da Lua      | Letra g |

## Por tema
- 1602 na ciência